# Spitzwecken von Ovelgönne
Koordinaten: 53° 26′ 49,8″ N, 9° 44′ 20,4″ O
Der Spitzwecken von Ovelgönne ist die erhaltene Hälfte eines aus der Vorrömischen Eisenzeit stammenden Brötchens, das 1952 bei einer archäologischen Ausgrabung in der Buxtehuder Gemarkung Ovelgönne gefunden wurde. Bei diesem Brotrest handelt es sich um das älteste erhaltene Kleingebäck Europas. Der Fund wird in der archäologischen Dauerausstellung des Archäologischen Museums Hamburg in Hamburg-Harburg gezeigt.

## Fund

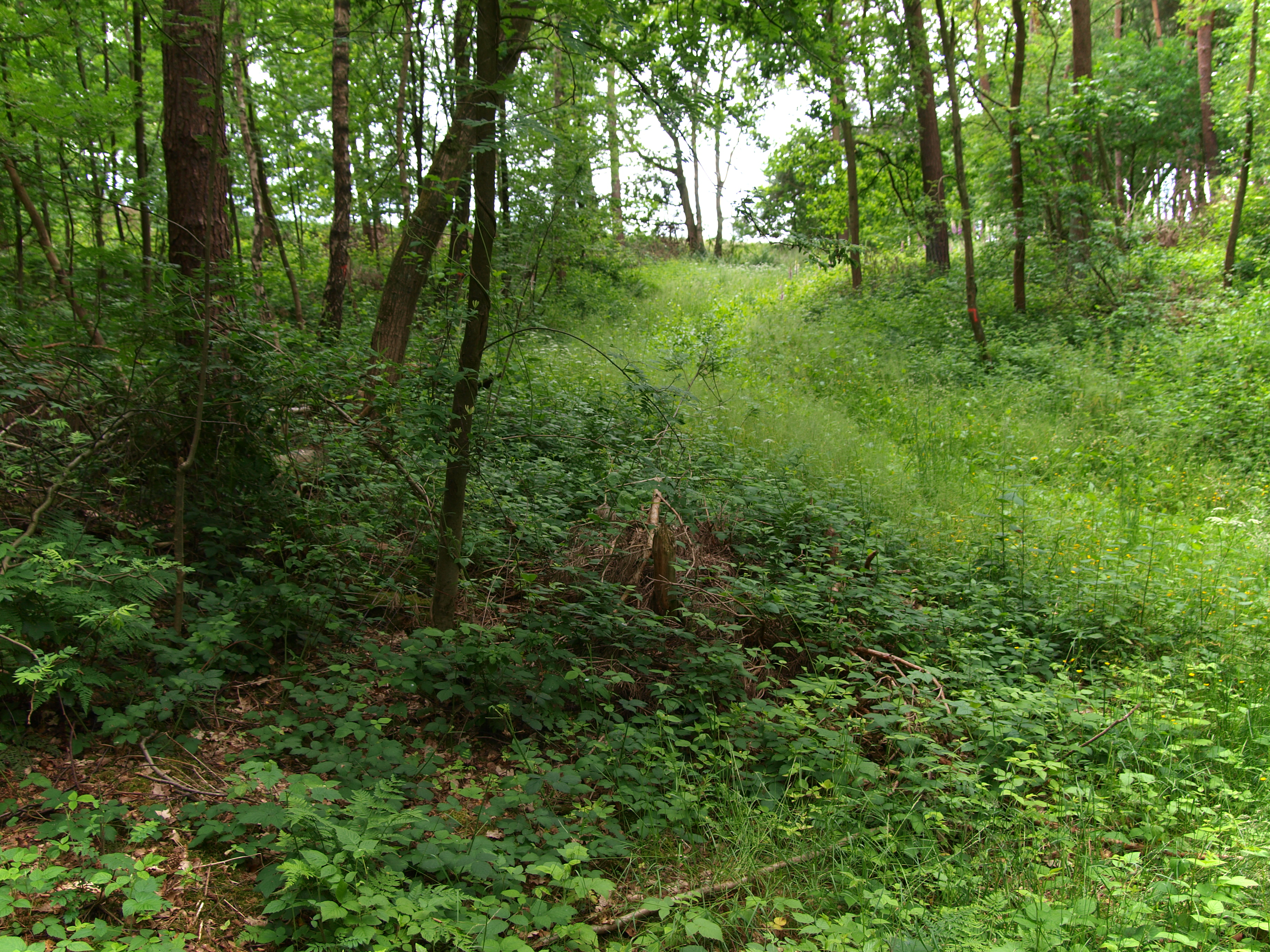
Der Fundort im Juni 2012

Bei einer Flurbegehung in der Gemeinde-Lehmkuhle von Ovelgönne im Mai 1952 beobachtete der Mitarbeiter des Helms-Museums Willi Rühland in einer abgestochenen Wand an der Nordseite der Kuhle eine dunkle Verfärbung in dem anstehenden Lehm, die auf eine Lehmabbaugrube hindeutete. Die unregelmäßige Grube hatte eine Tiefe von 150 cm und eine Breite von 150 cm. Die Verfüllung der Grube war unregelmäßig mit Scherben, Holzkohle, Lehmbrocken und Steinen versetzt, was auf eine eisenzeitliche Abfallgrube hindeutet. In halber Tiefe der Grube fand sich der Rest eines verkohlten Brotes.

## Befunde

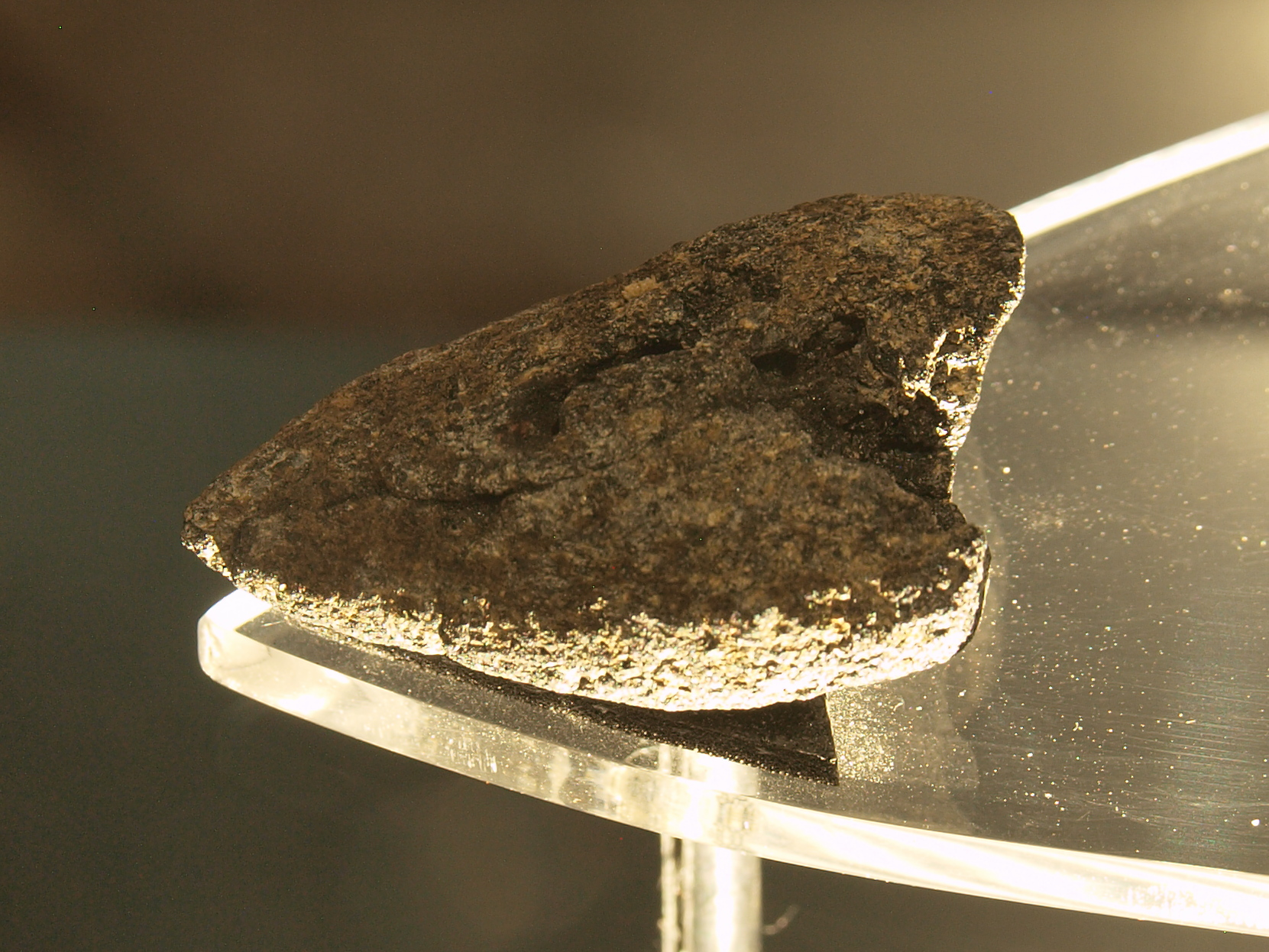
Der erhaltene Rest des Spitzweckens von Ovelgönne in der Dauerausstellung

Bei dem Brotrest handelt es sich um das Ende eines Spitzweckens, eines Brötchens, dessen beide Enden in Spitzen auslaufen. Aufgrund seiner regelmäßigen Formgebung wird es zu den Gebäcken mit einer vordefinierten Form gezählt. Der Brötchenlaib ist stark verkohlt und etwa auf der halben Länge abgebrochen. Der erhaltene Teil hat jetzt noch eine Länge von 35,0 mm, eine Breite von 22,94 mm und eine Höhe von 11,44 mm, bei einem Gewicht von nur noch 2,5 g. Die Farbe der Oberfläche ist perl- und schiefergrau, die Unterseite grauschwarz bis schwarz. Auf der Oberseite hat die Brötchenhälfte einen in Längsrichtung verlaufenden, leicht geschwungenen feinen Einschnitt, der ein Aufreißen des Brötchenlaibes beim Backvorgang verhindern soll. Etwa im Zentrum der erhaltenen Oberfläche befindet sich ein zwei Millimeter tiefes und 3,56 × 2,80 mm breites Einstupfloch, das in einem Winkel von etwa 45° mit einem runden Gegenstand eingedrückt wurde. Eine zweite Einstippung befand sich höchstwahrscheinlich auch auf der fehlenden Brötchenhälfte. Das Brötchen hatte keine ausgeprägte Kruste und wurde aus einem sehr fein gemahlenen und gut gesiebten Weizenmehl gebacken. Die mikroskopischen Untersuchungen der Oberflächen zeigten, dass der Teig auffällig geringe Spuren vom feinen Steinabrieb der Mahlsteine enthielt. Der Teig selbst war gut durchgeknetet und wies nur sehr kleinteilige Poren auf, die andeuten, dass weder ein Hefeteig durch wilde Hefegärung noch ein Sauerteig zur Auflockerung des Brötchenlaibes verwendet wurden. Möglicherweise wurde zur Lockerung des Teiges Eiweiß oder Fett hinzugegeben. Der Backvorgang muss in einem Backofen auf einer gut, aber nicht vollständig von Kohle gereinigten steinernen Oberfläche stattgefunden haben, da sich geringe Holzkohlereste in den Poren der Unterseite niedergeschlagen haben. Insgesamt wurde das Brötchen jedoch bei zu viel Oberhitze gebacken. Feine Sandablagerungen in den Innenteilen der Bruchfläche zeigen an, dass das Brot bereits vor der Auffindung auseinandergebrochen war. Eine im schweizerischen Bern durchgeführte radiologische Untersuchung zeigte, dass sich der oberflächliche Einschnitt nach innen etwas verbreitert. Im Teig eingebettet wurden zwei nahe beieinander liegende, rätselhafte Metallteilchen von 2,92 × 3,16 mm und 1,7 × 2,92 mm Größe lokalisiert.
Die ursprüngliche Größe des vollständigen Brötchens rekonstruierte Max Währen, aufgrund seiner Erkenntnisse aus zahlreichen Nachbackversuchen historischer Brotfunde, unter Berücksichtigung einer etwa fünfzehnprozentigen Schrumpfung des Fundstückes durch die Verkohlung auf geschätzte 70 × 45,88 × 22,48 mm.
Die Datierung des Brotrestes erfolgte über die typologische Bestimmung der mitgefundenen Gefäßscherben, die allesamt denen der für die frühe Eisenzeit um 800–500 v. Chr. typischen Gefäßformen glichen.

## Deutung und Bedeutung

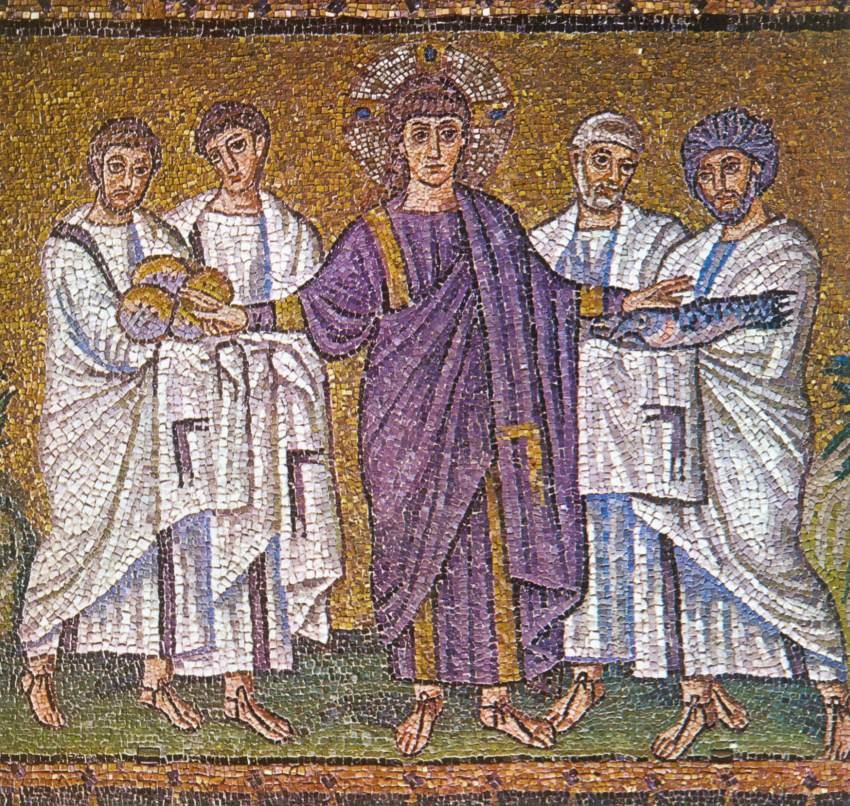
Vier Brotlaibe mit Einstippungen (links) auf einem Mosaik von Sant’Apollinare Nuovo

Der Hintergrund der Niederlegung des Brötchens in der Grube ist Gegenstand von Diskussionen. Einige Autoren vermuten einen kultischen Zusammenhang. Dieser wird auf die Halbierung des Brötchens vor der Niederlegung und die eingebackenen Metallstücke zurückgeführt. Ob die Metallstücke jedoch bewusst oder zufällig in den Teig gerieten, ist unklar. Max Währen stellt die Frage auf, ob „der Wecken von Ovelgönne eine technische Kreation oder eine Nachbildung eines profanen oder kultischen Objekts war.“ (Max Währen: Vorgeschichtliche Brotreste aus der nördlichen Lüneburger Heide). Er fasst die Bedeutung des Spitzweckens wie folgt zusammen: „Beim Fundstück von Ovelgönne handelt es sich um das älteste Feingebäck Europas in natura, in Form eines weckenförmigen Feingebäcks wahrscheinlich mit ritueller-religiöser Bedeutung, das vielleicht deswegen in einer bisher nicht denkbaren Feinheit und Raffinesse hergestellt wurde.“ (Max Währen: Vorgeschichtliche Brotreste aus der nördlichen Lüneburger Heide). Dies gründet er auf die auffällige Feinheit des verwendeten Weizenmehls, das in seiner Korngröße modernen Mehlsorten nahe kommt, sowie den Einschnitt und die Einstippungen. Einstupflöcher sind beispielsweise aus einem antiken ägyptischen Fund aus der Zeit um 2000–1778 v. Chr. und aus Mosaiken aus der Kirche Sant’Apollinare Nuovo in Ravenna aus dem 6. Jahrhundert bekannt, jedoch ist die Einstippung auf dem Ovelgönner Brötchenrest der früheste frühgeschichtliche europäische Fund.